# De optocht van de scholen in 1878

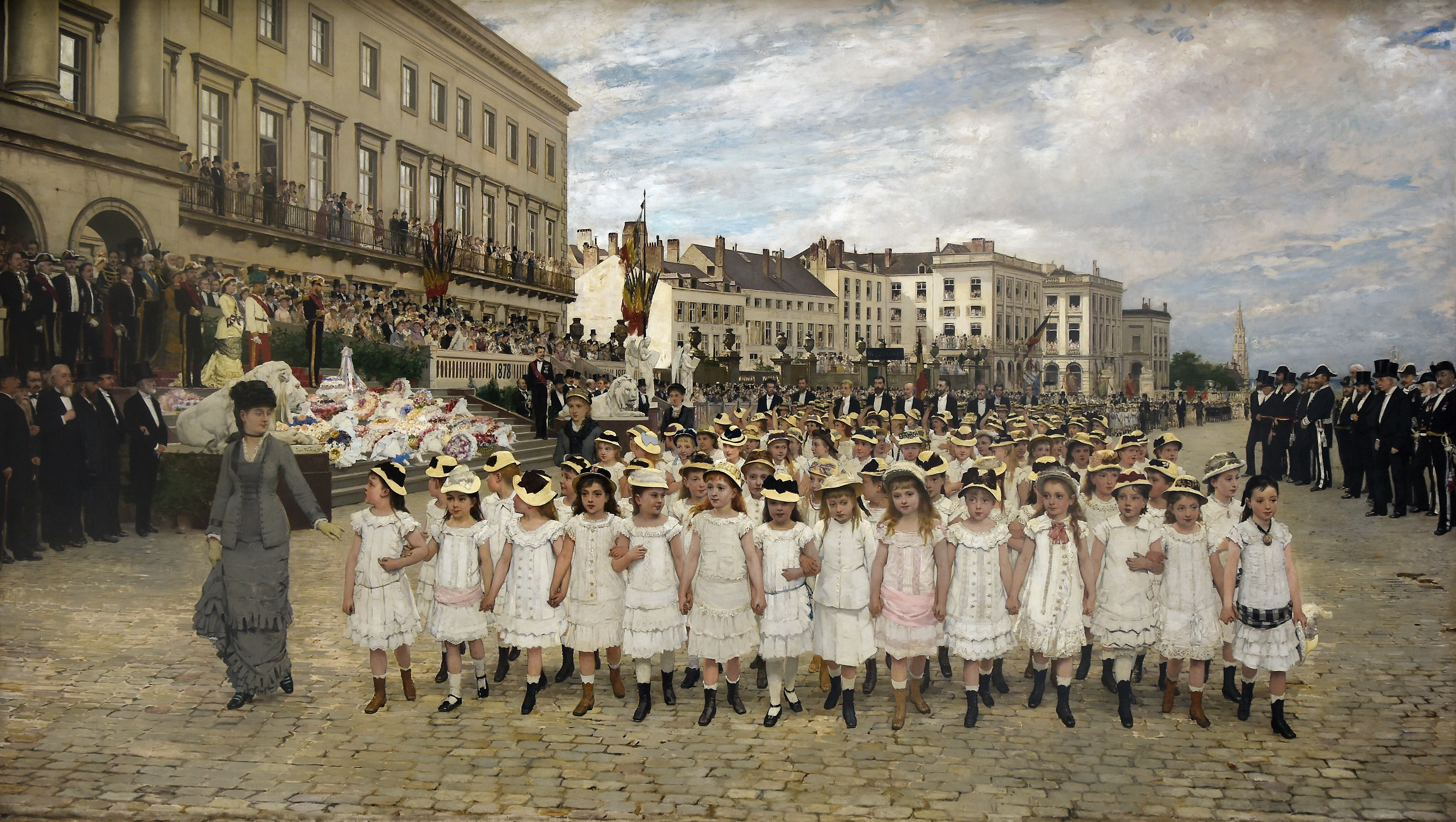
De optocht van de scholen in 1878 door Jan Verhas

Het schilderij De optocht van de scholen in 1878 van de Belgische kunstschilder Jan Verhas behoort tot de collectie van het het Oldmastersmuseum van de Koninklijke Musea voor Schone Kunsten van België te Brussel.
De optocht die het onderwerp vormt van dit schilderij vond plaats ter gelegenheid van de zilveren bruiloft van koning Leopold II en koningin Marie Henriette. Ongeveer 23.000 schoolkinderen uit de Brusselse wijken defileerden voor Leopold en Marie Henriette op het Paleizenplein. Leopold hield van optochten en parades.

## De achtergrond
De optocht was blijkbaar onschuldig, maar had een politieke betekenis. In 1878 kwam de homogeen liberale regering Frère-Orban-Van Humbeeck aan de macht. Deze radicaal antiklerikale regering stemde voor een nieuwe schoolwet waardoor een schoolstrijd losbarstte waarmee België decennialang te maken kreeg.
Verhas schilderde het defilé dat bestond uit kinderen uit het officiële onderwijs. Ze waren het symbool voor de toekomst van het jonge België en zij moesten de superioriteit van het officiële onderwijs tegenover het katholieke onderwijs bewijzen. De schoolkinderen werden gezien als goede patriotten van een land dat amper 50 jaar oud was. 
Leopold II probeerde neutraal te blijven in het conflict. Bij de ultramontane pers stuitte de optocht op felle kritiek. Ze beschreef de optocht als misbruik van onschuldige kinderen voor partijpolitiek. Het was de start van katholiek verzet tegen de "ongelukswet", die de liberale regering uiteindelijk ten val bracht.
Jan Verhas was een vrijmetselaar en aanhanger van het liberaal gedachtegoed, en geliefd in burgerlijke kunstsalons. Vermoedelijk schilderde hij alleen de schoolmeisjes en liet bewust de jongens die volgden weg. Op die manier wilde hij aangeven dat de toegang voor meisjes tot het onderwijs verbeterd was, wat gezien werd als een politieke verworvenheid van het pedagogische liberalisme van de Verlichting.

## Een bourgeois icoon
Toen het schilderij in 1880 klaar was, werd het onmiddellijk gekocht door de liberale regering en kreeg het een prominente plaats in het Paleis voor Schone Kunsten. Voor Verhas was het een gevierd en lucratief schilderij. Fotomechanica, een techniek in opkomst toen, maakte het mogelijk om het doek in grote aantallen te reproduceren. Men kon het zien in officiële gebouwen en scholen, maar vooral niet in de "vrije" katholieke scholen.
De optocht van de scholen in 1878 kon in de 20e eeuw nog hooguit worden beschouwd als een bourgeois icoon. James Ensor zette zich af tegen dit soort kunst met het schilderij De Intocht van Christus te Brussel. Anno 2019 hing het buiten categorie in de inkomhal van het museum in Brussel.